# Fuzzy logic
Fuzzy logic (soms vage logica of wollige logica genoemd) is een stroming binnen de logica waarin met waarschijnlijkheden wordt gerekend in plaats van alleen met de mogelijkheden 'waar' en 'onwaar'. 
In het informele spraakgebruik wordt met de term 'vage logica' soms de drogreden 'non sequitur' of een variant daarop bedoeld. In de context van dit lemma wordt het woord vaag bedoeld in de betekenis van geleidelijk, de voornoemde drogreden wordt uitdrukkelijk niet bedoeld.  

## Achtergrond
Fuzzy logic kan gezien worden als een uitbreiding van de booleaanse logica. Het principe uit de booleaanse logica dat iets of waar of onwaar is, wordt losgelaten; het is dus een vorm van meerwaardige logica. In plaats daarvan worden waarheidswaarden gebruikt tussen 0 (onwaar) en 1 (waar) in. Het discrete karakter van de traditionele logica wordt hiermee ook losgelaten, iets kan bijvoorbeeld voor 1/3 waar zijn. Of 'een beetje' waar. Het Engelse woord fuzzy betekent wazig, wollig.
De grondlegger van de fuzzy logic is Lotfi A. Zadeh. Hij ontwikkelde deze logica om met onzekerheden die in natuurlijke taal voorkomen te kunnen omgaan met formele middelen.
Het idee valt uit te leggen aan de hand van een voorbeeld. Het woord 'lang' komt in de natuurlijke taal voor en zegt iets over de lengte van iets. Er bestaan echter geen harde, objectieve grenzen over wanneer iets nu precies 'lang' is. Als voorbeeld kan de bewering "Jan is lang" dienen. Volgens de booleaanse logica zou deze zin waar of onwaar moeten zijn. Wanneer Jan één meter zestig is, kan wel worden gesteld dat de zin onwaar is. Wanneer Jan twee meter is, zal niemand bestrijden dat de bewering waar is. Ingewikkelder wordt het als Jan één meter tachtig is. De ene persoon zal dit lang noemen, terwijl de ander het niet zo lang vindt. Met fuzzy logic kan dan aangegeven worden dat Jan enigszins lang is, door te stellen dat de bewering voor 0,6 waar is.

Voorbeeld van fuzzy functies voor Koud, Warm en Heet

Fuzzy logic vindt een praktische toepassing in de meet- en regeltechniek, waar het soms ook 'Fuzzy control' genoemd wordt. Met regels als "zet de verwarming aan als het koud is" kan hiermee op eenvoudige manier een temperatuurregeling beschreven en ook geïmplementeerd worden. Bij goede definitie van "aanzetten" en "koud" kan hiermee een constantere temperatuur bereikt worden dan met een simpele 'aan-uit' regeling, omdat de verwarming dan maar een beetje aangaat als het een beetje koud is.